# リアズ
株式会社リアズ（英称：REAS,inc.）2001年創業のIT企業。現在グループ企業としてライブチャット事業、占い事業、カウンセリング事業、広告事業、ゲーム事業を多角的に行なっている。

## 概要
ライブチャット事業を創業。2001年、パソコンとWebカメラを使用し、遠隔地にいる対象者同士がインターネットを通して、互いの、もしくは一方からの映像を見ながらチャットを行うビデオチャットのうち、男女のコミュニケーションを主たる目的としたサービス「ライブチャット」を開始。
コンプアイアンス遵守のため18歳未満の登録を認めておらず、常時映像や画像の巡回チェックをしている。

## 沿革
- 2001年（9月） - PC向けストリーミングライブチャット「ANGEL LIVE」をOnet(屋号)にて運営を開始。
- 2005年（2月） - 前身であるOnet(屋号)から組織変更し、有限会社リアズを設立。
- 2006年（3月） - PC向けFLASHストリームライブチャット「ANGEL KiSS」の運営を開始。
- 2008年
  - （6月） - 株式会社リアズに称号変更。
  - （9月） - 携帯向けTV電話ライブチャット「mocom」の運営開始。
- 2009年（3月） - PC向けFLASHストリームライブチャット「CHATPIA」を株式会社シーエスエスより運営譲渡。
- 2010年（11月） - 大阪市淀川区西中島5-14-10 サムティ新大阪フロントビル4Fへ本社移転。
- 2011年（8月） - 楽天株式会社と提携。
- 2014年
  - （3月） - スマートフォン向け広告配信システム「ADTUNE」を株式会社ロガリズムより運営譲渡。
  - （6月） - ライブチャット運営会社「株式会社ハイスペック」を子会社化。
  - （12月） - ネイティブアプリSNS「Eazy」の運営開始。
- 2016年
  - （3月） - ネイティブアプリSNS「Athlete」運営開始(子会社による運営)
- 2018年
  - （5月） - 自社運営ライブチャットサイトを舞台とした映画「チャットレディのキセキ」が秋葉原映画祭にてプレミア先行上映[1]。